# زلزال كانجرا 1905
زلزال كانجرا 1905 هو زلزالٌ وقعَ في كانجرا في الهند بتاريخ 4 أبريل 1905. بلغت شدتهُ 7.8 مقياس درجة العزم على مقياس درجة العزم،